# Tárkányi Béla
Tárkányi Béla József (születési nevén Viperina József) (Miskolc, 1821. január 2. – Eger, 1886. február 16.) egri kanonok, költő, műfordító, az MTA levelező, majd rendes tagja, a Kisfaludy Társaság tagja.

## Élete
Viperina Ádám és Andresz Mária iparos szülők fia. A gimnáziumot szülővárosában végezte el, az V. szónoklati osztály kivételével, melyre a német nyelv gyakorlása miatt Lőcsére íratták be. 1836 augusztusában felvették az egri kispapok sorába. Szabó Román katolikus lelkész, akinél a szünnapokat töltötte és aki maga is verselgetett, látta el olvasmányokkal és buzdította a költészetre. 1838 őszén kezdte teológiai tanulmányait és ez időtől fogva buzgón verselgetett. 
Mint II. éves hittanhallgató Honáldozat című balladájával a Kisfaludy Társaság pályázatán dicséretet nyert, 1841-ben pedig Indítványok című szatírájával az említett társaságnál szintén dicséretben részesült; midőn pedig Klopstock Messiásából néhány éneke megjelent, Toldy Ferenc ösztönözte az egész munka lefordítására.
Elvégezvén a teológiát az egri érseki irodában nyert alkalmazást. Pyrker János László érsek mellett a művészeti tanulmányokban is képezte magát, és 1841. július 25-én Pestre indult az ottani írói és művészi körök meglátogatására. Ezen év október 1-jétől naplóját kezdte írni. 1844 februárjában kereste őt fel Debrecenből Pest felé vett útjában Petőfi Sándor. Ugyanezen év július 15-én Rajner püspök pappá szentelte; ekkor Viperina családi nevét Tárkányira változtatta. December elején a palócföldi Szenterzsébetre küldték segédlelkésznek. Betegeskedése miatt 1845. július 15-én visszatért Egerbe, innét július 30-án a szülői házhoz Miskolcra; szeptember 23-án végre visszatérhetett lelkészi feladataihoz.
1846. július 22-én Pyrker érsek udvarához hívta meg szertartójának, akit karlsbadi, majd Bad Gastein-i útjára elkísért; három hónapi távollét után visszatért Egerbe. 1847. október 20-án Pyrker ismét magával vitte szerpapját Bécsbe; november 12-én jelen volt a nádorválasztási ünnepélyen Pozsonyban. Pyrkert halálos ágyánál ápolta december 2-án Bécsben bekövetkezett haláláig. 1850 elején Bartakovics Béla érsek maga mellé vette titkárnak és megbízta őt a Szentírásnak a korabeli magyar nyelvezethez idomított átdolgozásával (mely munkáját 1861-ben fejezte be). 1858-ban saját kérelmére érseke egyeki plébánosnak nevezte ki.
A Magyar Tudományos Akadémia 1858. december 15-én, a Kisfaludy Társaság pedig 1867-ben választotta tagjai sorába (amott 1860. május 2-án A vallási költészetről, emitt 1868. március 18-án Klopstock Messiásáról értekezve foglalta el székét). IX. Piusz pápa a Szentírás fordítóját 1866 februárjában kamarásává, a király pedig 1868 pünkösd vasárnapján az egri káptalan tagjává és 1872-ben borsmonostori címzetes apáttá nevezte ki. Érseke Tárkányit faluról Egerbe telepedése után az egyházmegye népiskoláinak főfelügyeletével bízta meg.
1872 tavaszán a Szent István Társulat hat évre alelnökének választotta. A budapesti egyetemnek 1880-tól tiszteleti doktora volt. A „Vatikáni Monumenták” évi folyamaira 5-500 forintos ajánlatot tett. Ezen időben gyakran megjelent az Akadémia, Kisfaludy Társaság és a Magyar Történelmi Társulat gyűlésein, valamint a Képzőművészeti Egyesületéin is, melynek alapító, választmányi és műbíráló tagja is volt. Fővárosi tizenhárom évi tartózkodása alatt tizenegyszer utazott Olaszországba, részben szívbaja enyhítésére; de összekötötte a Szent István Társulat részéről nyert megbízatással, útjába ejtve Münchent és Németalföldet is; de akármely irányban indult, mindig csak Rómába vitte útja. A római Arcadia Társaság is ez időben megválasztotta tagjának. Utolsó éveiben gazdag műkincseit új képcsarnokkal gazdagította. 1885. november 17-én küldte meg a Kisfaludy Társasághoz alapítványa pótléka kíséretében Czuczor Gergely arcképét. Meghalt 1886. február 16-án Egerben. A Magyar Tudományos Akadémiában 1886. december 20-án Szvorényi József tartott fölötte emlékbeszédet.
Rendezte a katolikus énekeskönyvek anyagát, rendkívül elterjedt imádságos könyveket adott ki; egyik hitbuzgalmi könyve, a Lelki Manna, negyedmillió példányban forgott közkézen.
Költeményeket írt a következő hírlapokba, folyóiratokba és évkönyvekbe: Rajzolatok, Közlemények, Remény, Emlény, Athenaeum, Pécsi Auróra, Nemzeti Almanach, Árpádia, Őrangyal, Kliegl-Könyv, Regélő, Életképek, Honderű, Országgyűlési Almanach, Divatcsarnok, Szivárvány, Pesti Divatlap, Sárosy-Album, Nővilág, Családi Lapok, Szépirodalmi Album, Napkelet, Relígió és Nevelés, Veszprémi Egyházi Almanach. Levele: Eger 1885. nov. 17. (Fővárosi Lapok 284. sz.) Az Egyetemes Magyar Encyclopaediának is munkatársa volt.

## Munkái
- Énekek az oltári szent áldozathoz. Eger, 1847 (4. kiadás. Eger, 1852)
- Énekek nagy bőjtre és a szent keresztuti ájtatosság. Eger, 1847 (2. bőv. kiadás Eger, 1852)
- Vezérkönyv a ker. kath. anyaszentegyházban tartani szokott processiókhoz (körmenetekhez). Az anyaszentegyház szertartásos könyveiből s a bevett ájtatossági gyakorlatokból szerkesztve négy függelékkel. Eger, 1851 (3. bőv. kiadás Eger, 1852., 4. k. Pest, 1855., 7. k. Eger, 1871., 8. k. Eger, 1885. Mind együtt 92,000 példányban)
- Lelki manna, az az imádságos és énekeskönyv, különösen a kath. kereszt. ifjúság számára. Eger, 1853 (3. k. 1855., 4. k. 1856., 7. k. 1859., 16. k. 1868., 24. k. 1885. Eger. Mind 244,000 példányban)
- Jézus szent szívének imádása. Eger, 1853 (2. k. 1855., 3. k. 1859., 10. k. 1886. 42,000 példányban)
- Énekek husvétra, pünkösdre. Eger, 1853
- Kath. egyházi énektár. Hangjegyekkel... Eger, 1854 (2. kiadás 1874. Eger, ez a kiadás 5000 példányban)
- Ájtatosság liliomai. A boldogságos szűz Mária szeplőtlen fogantatásának tiszteletére. Eger, 1855 (3000 példányban)
- Énekek és litánia a boldogságos szűz Mária szeplőtelen fogantatásáról. Eger, 1855
- Szent énekfüzér „Kath. egyházi énektárából” kivonva, s néhány latin énekkel megtoldva kath. iskolások számára. Eger, 1856 (4. kiadás Eger, 1866., 8. k. Eger, 1886. 30,000 példányban)
- Énekek és litánia dicsőséges szent Anna asszony tiszteletére. Eger, 1857
- Tárkányi B. J. költeményei, a költő arczképe- és életrajzával Toldy Ferencztől. Pest, 1857 (5000 példányban)
- Különféle alkalmi énekek. Eger, 1859 (A rendkívül népszerű egyházi énekgyűjteményt Zsasskovszky Endre és Zsasskovszky Ferenc egri székesegyházi karnagyok segítségével állította össze. Az énekeskönyv tizedik kiadása 1906-ban jelent meg.)
- Szomorúak vigasztalója. Imádságos és énekeskönyv a hét fájdalmú szűz anya tiszteletére. Eger, 1859., (5. kiadás Eger, 1886. 17,000 példányban)
- Vezércsillag az üdv. elnyerésére. Imakönyv a kath. nőnem használatára. Pest, 1860 (7. kiadása Budapest. 21,000 példányban)
- Kazinczy Ferencz emlékezete. Kiadta az egri casinói egyesület, az 1860. jan. 18-ára tervezett, de meg nem tarthatott ünnepély emlékére. Eger, 1860 (Költemények, Pajer Antallal együtt)
- Hajadonok őrangyala. Kath. imakönyv. Pest, 1863 (4. kiadása Budapest, 11,000 példányban)
- Ártatlanok öröme. Kath. imakönyvecske kis gyermekek számára. Uo. 1864 (2. kiadása Budapest, 8000 példányban)
- Ifjúság kalauza az örök életre. Kath. imakönyv. Pest, 1864 (3. kiadása Budapest, 8000 példányban)
- Új rózsás-kert. Imádságos és énekeskönyv kath. keresztény hívek számára. Pest, 1865 (2. kiadása Pest, 1867., 4. kiadása Budapest, 10,000 példányban)
- Nagyböjti kalauz. Krisztus kínszenvedésének és halálának negyvennapi megszentelésére a nagyhéti ájtatossággal együtt. Pest, 1866 (1500 példányban)
- Ó- és új szövetségi Szentírás. A Vulgata szerint, Káldy György fordítása nyomán, jegyzetekkel. Eger, 1862–65 (első kiadás 10,500 példányban). Ennek részkiadásai:
- Az új szövetség szent könyvei, rövid jegyzetekkel (1500 p.)
- Zsoltárok könyve, a Vulgata szövegével s Allioli jegyzeteivel (1000 példányban)
- Szentírási szakaszok templomi használatra (4000 példányban)
- Szentírási szakaszok iskolai használatra (3000 példányban)
- Keresztény öregek gyámola. Kath. imádságos könyv. Pest, 1867 (és Budapest, 2000 példányban)
- Vezérangyal a mennyei korona elnyerésére. Kath. imádságos és énekeskönyv Pest, 1872. és Budapest, 1873 (6000 példányban)
- Szent István király ünnepének jelentősége. Egyházi beszéd. Buda, 1868 (2000 példányban)
- A legújabb magyar Szentírásról. Pest, 1868 (Értekezések a Nyelv- és Néptudományok Köréből I. 3.)
- Alelnöki beszédek a Szent István-Társulat közgyűlésein. Budapest, (7 füzet, 35,000 példányban)
- Emlékbeszéd Bartakovics egri érsek fölött. Pest, 1874 (5000 példányban)
- Emlékbeszéd Mindszenthy Gedeon fölött. Pest, 1879 (5000 példányban)
- Sanctissimo Domino Nostro Leoni P. P. XIII. Societas Literaria s. Stephani protoregis nomine. Budapestini, 1883 (költemény, készült 50 példányban)

### Kéziratban
Egyházi beszédek; Költői zsengék 1838-40. öt füzet; Lyrai kisebb elbeszélések s észköltészet 1840-44. tizenkilencz füzet; Naplók és Emlékezések 1841-47. tizenhat füzet; Irodalmi levelek (tőle és hozzá); Költői feldolgozásra kiszemelt tárgyak, három füzet.